# 東海中学校・高等学校
東海中学校・高等学校（とうかいちゅうがっこう・こうとうがっこう）は、愛知県名古屋市東区筒井に所在し、中高一貫教育を提供する私立男子中学校・高等学校。
高等学校において、中学校から入学した内部進学の生徒と高等学校から入学した外部進学の生徒との間で、第2学年から混合してクラスを編成する併設混合型中高一貫校。

## 概要
1888年（明治21年）に浄土宗学愛知支校として設立された。旧制東海中学第二代校長は仏教学者で政治家の椎尾弁匡で、新制高校2代校長は後に浄土宗大本山百万遍知恩寺法主となった林霊法である。浄土宗に基づき仏教教育や情操教育を行う。
同一法人下に東海学園大学を擁すが、同大学への内部進学枠は有していない。制服は男子校の伝統の一つでもある金ボタン5個黒詰襟学生服（標準学生服、中学生は右胸部分に白の刺繍で姓名を入れている。なお2022年（令和4年）度から入学した中学生の制服には姓名の刺繍はなくなった）。食堂（じきどう）も設置しているが、利用は高校生限定（テスト期間中等の特別な場合に限り、中学生の利用が認められる）。
1931年（昭和6年）に、昭和天皇御大典記念事業の一環として大講堂が建てられた。1992年（平成4年）には名古屋市都市景観重要建築物等に指定され、1998年（平成10年）には国の登録有形文化財に登録された。歴史的建造物からなる「文化のみち」の1施設として、ウォークラリーなどイベント時限定で公開されている。

## 沿革

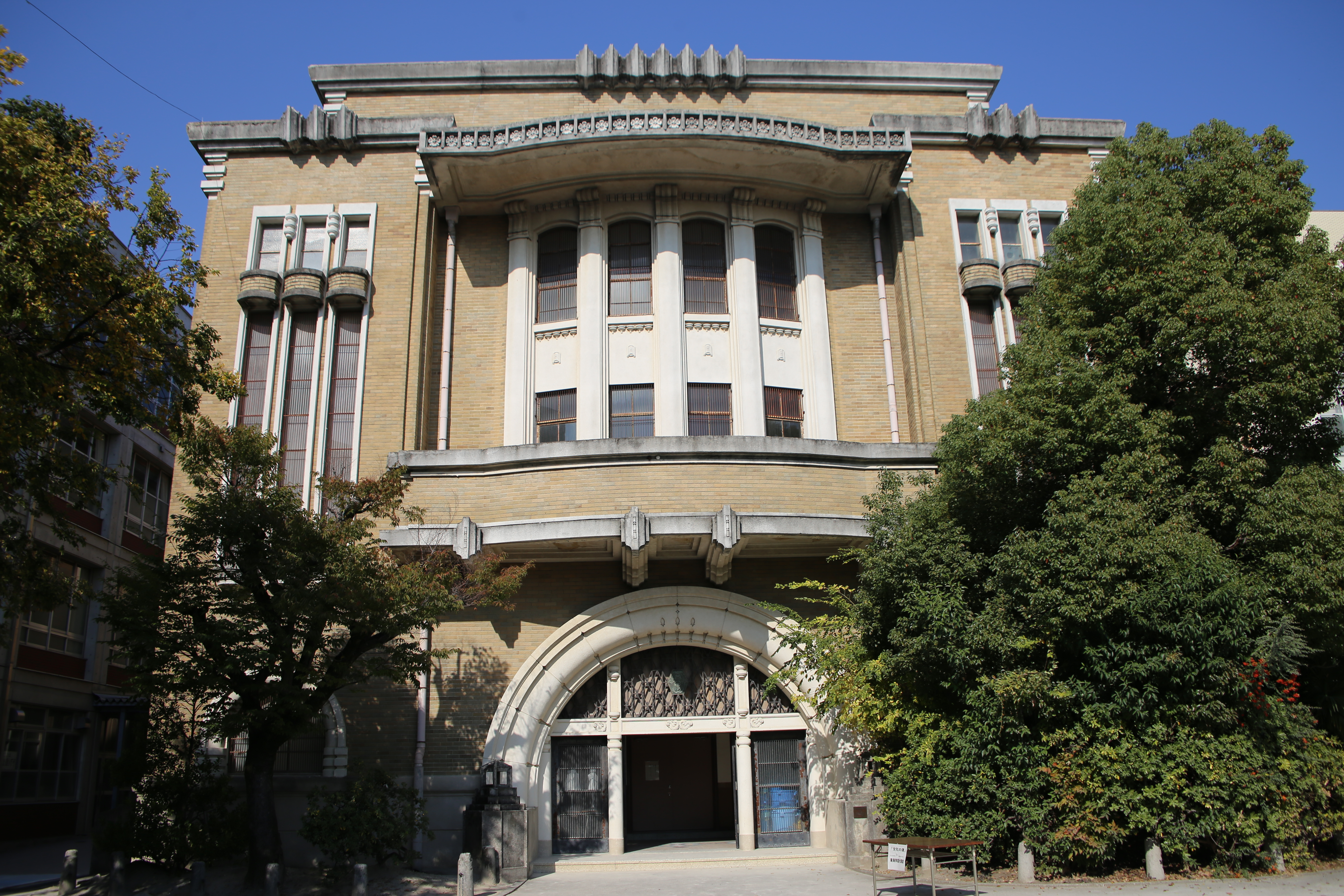
大講堂

- 1888年（明治21年） - 当時の日野霊瑞浄土宗管長が浄土宗教校の浄土宗学愛知支校として創立する。
- 1898年（明治31年） - 第四教区修学教校に改称する。
- 1901年（明治34年） - 明照殿の前身、忠魂祠堂を設立する。
- 1909年（明治42年） - 私立東海中学校に改称する。
- 1919年 (大正8年)  - 東海中学校に改称する。
- 1931年（昭和6年） - 大講堂が竣工する。
- 1935年（昭和10年） - 夜間中学校を併設するが、戦後に学校再編とともに廃止する。
- 1947年（昭和22年） - 新制東海中学校が発足する。
- 1948年（昭和23年） - 新制東海高等学校が発足する。
- 1998年（平成10年）9月2日 - 大講堂が登録有形文化財に登録される。
- 2001年 (平成13年) - 高校新校舎竣工。
- 2007年 (平成19年) - 中学新校舎竣工。

## 宗教教育と明照殿

### 宗教教育
生命尊重の仏教精神に基づく教育の下で、広く生命を尊重する「共生（ともいき）」の心を培うことを目指している。東海中学第2代校長の椎尾弁匡は、大正から昭和の初めにかけて共生の大切さを説いて共生運動を展開した。卒業生の、梅原猛は共生に関して多数著述し、黒川紀章は共生の思想を建築の領域で展開して最晩年に共生新党を結成して政界へ進出を試みた。
中学校は高校に比して宗教教育に力を入れており、阿弥陀仏を中心に学園関係者の御霊を祀る殿堂で学園の象徴の一つとされる明照殿（めいしょうでん・後述）で、「宗教」が授業される。平成の初期に全国の中学校でカリキュラムの偽装が問題視された時期は、一時的に「宗教」の科目は閉講された。
毎年、講堂にて音楽法要が行われ、それまでの1年間に亡くなった在校生・卒業生および学園関係者を弔っている。
朝礼の時に明照殿の方向に向かって教室内で拝礼する。また、4時限目終了後に、行事など校外の際も「食作法（じきさほう）」を実施し、法要や法話など浄土宗の教えに基づく行事が年間で行われる。
また、チャイムは「法然上人御歌」である、「月影」を使用している。

### 明照殿
正門から入って正面にある学園のシンボルであり、1901年（明治34年）に建立された、日清戦争の戦病死者を弔うとする「仏教忠魂祠堂」という仏殿に始まった。その後一般教育では宗教を教えてはならないと旧文部省から通達されたため、阿弥陀仏とともに明治天皇、昭憲皇太后を祀っており、神仏にお参りをするのと同じように御位牌にお参りしているため、一つの宗派に偏らない宗教情操を養っているとした。そのため、現在でも明治天皇と昭憲皇太后の御尊牌が納められている。
現在の明照殿は1980年（昭和55年）に完成した3代目（初代（忠魂祠堂）は暴風雨で倒壊、2代目（旧明昭殿）は発展的解消により現存せず）で、建設当時現存していた同学園で最古の建造物である「旧理科棟」の一部が埋め込まれている。また、その中では現在、忠魂祠堂時代からの阿弥陀如来座像と共に、新明照殿完成とともに浄土宗の高祖善導の1300年の遠忌の年も相まって新製された、善導と宗祖法然の座像や先述の御尊牌、また亡くなった同窓生の位牌(新調)が祀られている。

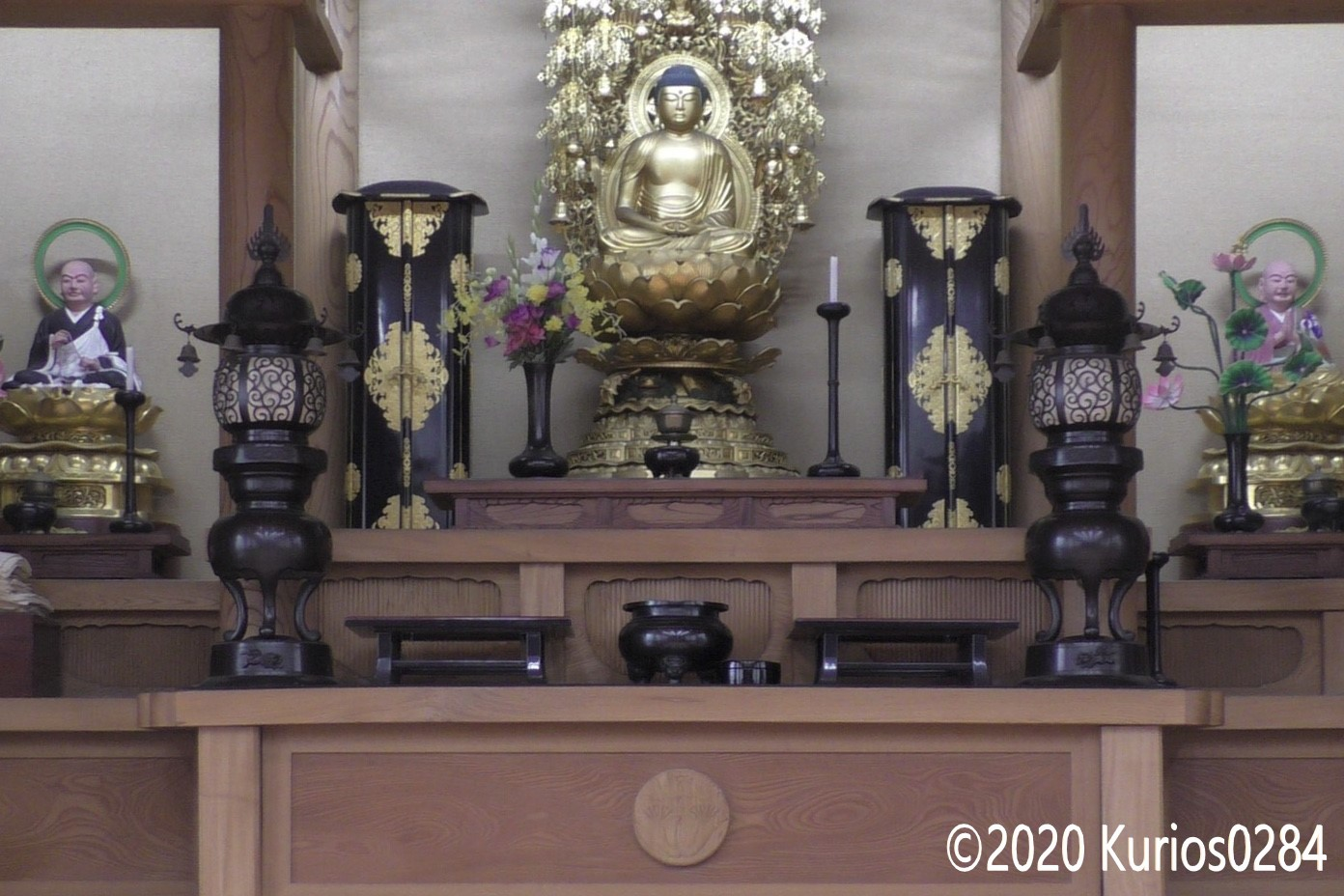
明照殿の内部の様子。中央が阿弥陀如来、向かって左が高祖善導、同じく右が宗祖法然。

## 通学圏
東は豊橋市や浜松市から東海道新幹線利用で、西は岐阜県大垣市を越えて滋賀県米原市付近、南は三重県津市、下宿生を加えれば尾鷲市、北は岐阜県中津川市付近で、名古屋から半径約50キロメートルが目安となる。

## 年間行事

### 水練会
毎年7月末に、三重県伊勢市二見町で中学1年生が全員参加する2泊3日(2022年までは4泊5日であった)の臨海学習である。担任のくじ引きでクラス別に色分けしたふんどし（水褌）を身につける。事前に行われる泳力テストで好成績を示した生徒は3キロメートル（ただし、気象条件等を考慮し、実際は75分間完泳で3kmを泳いだとみなされる）、あまり泳げない生徒でも1キロメートル（こちらは距離制）をそれぞれ完泳することを目標としている。泳げる順に「白」「白赤」「赤」「特赤」の帽子をかぶる。初開催は1911年（明治44年）で、その後戦争による中断、開催日時や場所の変更が度々行われた。2020年（令和2年）は新型コロナウイルスの影響で、戦後初の中止となった。2021年（令和3年）は実施を前提に水褌を用意したものの、6月に海水浴場が使用できないとわかり、2年連続で中止となった。2023年（令和5年）に再開されたが、クラスごとに2つに日程が分けられ、期間も2泊3日と短縮された。2024年（令和6年）からは、水褌の下の水着着用が許可された。

### 記念祭
毎年9月の最後の週の土日2日間に公開される学園祭である。高校は「創立記念祭（記念祭）」、中学は「九月祭」と呼んでいたが、2019年（令和元年）より「東海高校・中学校記念祭」に名称統一された。以前はそれぞれ別日程であったが、2001年（平成13年）から同日開催となった。例年、数多くの来場者数を記録し、2023年度の135周年記念祭の来場者数は17,038人と、愛知県内で最も来場者数の多い文化祭となっている。文化祭を企画・運営する記念祭実行委員会は生徒達による高度に体系化され組織された委員会で、生徒主導で開催される。

### サタデープログラム
毎年2月と6月の第4土曜日にはサタデープログラムが開催される。通常、予約の必要はない。各界の著名人を講師として招聘し、講演を行う行事である。毎回のべ7000人ほどが訪れる。1つの講座での過去最高人数は第42回（2023年2月25日）の河野玄斗の1028人である。

## 部活動
運動系の体育部と文化系の学芸部を合わせて40以上の団体が部（クラブ）・同好会・愛好会として活動している。一部は中高一緒に活動する。兼部は基本的に許可されている。中学1年生と2年生は原則としてどれか一つの部活動に所属する。

### 運動系（体育部）
- 釣り同好会
- 野球部
- バスケットボール部
- バレーボール部 - インドア部門とビーチバレー部門がある。
- サッカー部
- テニス部
- 卓球部
- 陸上競技部
- 柔道部 - 過去に全国中学校柔道大会および高校総体柔道競技大会で優勝。
- 剣道部
- 弓道部 - 令和元年度全日本少年少女武道錬成大会 (弓道)にて優秀賞（優勝）、2021年（令和3年）度全国高等学校弓道選抜大会にてベスト8。
- 山岳部（高校のみ）
- 水泳部 - 第57回全国中学校水泳競技大会（2017年、鹿児島県鹿児島市）で400メートルフリーリレー種目に出場。
- ハンドボール部
- バドミントン部
- ワンダーフォーゲル部 - オリエンテーリング競技を精力的に行い、これまで多くのジュニア世界選手権日本代表を輩出。
- スキー部
- アーチェリー部 - 2020東京オリンピック（2021年開催）代表武藤弘樹選手を輩出。
- ゴルフ部（高校は同好会）
- ラグビー部（高校のみ） - 林修が所属していた。
- アメリカン・フットボール部（高校のみ）
- 自転車同好会（高校のみ）

### 文化系（学芸部）
- ESS部 - 2018年（平成30年）、2019年（令和元年）と2年連続全国大会出場。2019年は全国3位。
- ディベート部 - 2012年（平成24年）に全国中学・高校ディベート選手権で、中高とも全国大会で優勝。2019年（令和元年）は中高ともに準優勝。2021年（令和3年）は中学が優勝、2023年（令和5年）は中高ともに優勝した。2024年（令和6年）も中高同時準優勝。
- 映画研究部（高校のみ）
- 園芸部
- 演劇部 - 有志団体だったカヅラカタ歌劇団が休部状態だった高校演劇部を引き継いだ。活動の様子がTVドラマ化され、2012年（平成24年）に単発ドラマ『ハイスクール歌劇団☆男組』として放送された。中学のミュージカル同好会と一緒に活動している。
- オーケストラ部（東海学園交響楽団）- 指揮者も生徒が務めるなど生徒主体の運営が特徴。年一度の定期演奏会に加え、5年に一度ヨーロッパで海外特別演奏会を開催する。現在セントラル愛知交響楽団常任指揮者などを勤める角田鋼亮などを輩出。
- 科学部
- 合唱部（東海中高男声合唱団） - 音楽部を前身とし合唱も交響楽も手掛けていたが、1986年（昭和61年）にはオーケストラ部を分離した。愛知県内の中高生で唯一、合唱連盟に所属する男声合唱団。2019年（令和元年）度には、佐賀県で開催された第43回全国高等学校総合文化祭（さが総文）合唱部門に出場。
- 棋道部（囲碁将棋部） - 全国高等学校将棋選手権大会男子団体優勝回数全国2位。第17期朝日アマチュア将棋最年少名人などを輩出。
- 軽音楽同好会（中学のみ）
- 交通研究同好会 - 毎年部誌「あすてつ」を発行。そこで得た収益などを基にして活動を行っている。2024年には東海交通事業城北線を貸し切り運行した。
- ミュージカル同好会（中学のみ） - 高校演劇部（カヅラカタ歌劇団）と一緒に活動している。
- 社会研究部（高校のみ）
- 写真部
- 宗教研究部
- 書道部
- 吹奏楽部 - （中高合同活動）東進現代文講師でタレントの林修も所属していた。
- 数学研究部
- 第二外国語研究会（高校のみ） - フランス語部門、ラテン語部門、一般言語学部門の3部門を有する。一般言語学部門は長期休暇中に開講され、国際言語学オリンピック (IOL) 日本予選の通過を目指して活動している。2020年（令和2年）の日本言語学オリンピック (JOL) では、部員5名のうち3名が銀賞を獲得し、アジア太平洋言語学オリンピック (APLO) へ進んだ。
- 地学部
- 天文部（中学のみ）
- 電波科学研究部（マイコン班・ハム班。高校のみ） - アマチュア無線のコールサインは JA2YBN。
- 美術部
- 図書部 - 1948年（昭和23年）創部。全国高校生ビブリオバトル2017・同2019で全国大会出場。
- 文芸部 - 毎年記念祭で部誌を発行。
- 歴史研究部（旧郷土研究部） - 主に中部地方の歴史を研究。2017年（平成29年）度から記念祭で部誌を発行。
- 郵便友の会部（休部中）
- 弁論部 - 海部俊樹元首相、建築家の黒川紀章、神田真秋元愛知県知事、長坂康正や池田佳隆などの衆議院議員らが所属していた。1947年（昭和22年）より毎年5月に開催される、内閣総理大臣賞・文部科学大臣賞・椎尾弁匡記念杯「全国高等学校弁論大会」を運営。
- 放送部（高校は「放送委員会」）
- クイズ研究同好会
- 生物部
- 無線研究部（中学のみ） - アマチュア無線のコールサインは JH2YQB。
- ジャグリング部
- 奇術愛好会
- アンリミテッド∞ブレイカーズ（高校のみ・愛好会） - ブレイクダンス
- ファイヤーボーイズ（高校のみ・愛好会） - ファイアトーチ

## 活動実績
国際数学オリンピック
- 第29回日本数学オリンピック (JMO)（2019年）金賞
- 第28回日本数学オリンピック (JMO)（2018年）優秀賞
- 第30回アジア太平洋数学オリンピック (APMO)（2018年）優秀賞
- 第55回国際数学オリンピック (IMO)（2014年、南アフリカ大会）金メダル - 日本チームトップの成績（世界5位）。
- 第24回日本数学オリンピック (JMO)（2014年）成績優秀者
- 第12回広中杯（2011年）金賞
- 第10回日本ジュニア数学オリンピック (JJMO)（2011年）金賞
- 第19回日本数学オリンピック (JMO)（2009年）成績優秀者
- 第15回アジア太平洋数学オリンピック (APMO)（2005年）銅メダル
- 第17回日本数学オリンピック (JMO)（2005年）成績優秀者
- 第8回日本数学オリンピック (JMO)（1998年）成績優秀者
- 第4回日本数学オリンピック (JMO)（1994年）銀賞

国際物理オリンピック (IPhO)
- 第39回（2008年、ベトナム大会）入賞
- 第45回（2014年、カザフスタン大会）日本代表候補者14名の中の1人に選ばれる（合宿参加）。
- 第12回全国物理コンテスト物理チャレンジ2016 銀賞

国際化学オリンピック（IChO）
・第55回（2023年、スイス大会）金賞

化学グランプリ
- 2012年　銅賞1

全国高校化学グランプリ
- 2002年・優秀賞1
- 2003年・優秀賞1、金賞1、銅賞2
- 2004年・銅賞1
- 2005年・銀賞2、銅賞1
- 2007年・大賞1
- 2008年・金賞1、銅賞1
- 2009年・銀賞1
- 2010年・銅賞1
- 2011年・銅賞1

国際地理オリンピック
- 第8回科学地理オリンピック日本選手権および第11回国際地理オリンピック選抜大会（2014年）金賞

日本情報オリンピック
- 第6回日本情報オリンピック (JOI)（2007年）銀賞

その他の実績
近年は以下の大会で全国優勝している。
- 第8回全国高等学校囲碁選抜大会（2014年）
- 第28回全国高等学校クイズ選手権（2008年）
  - 第2回（1984年夏）、第21回（2001年）でそれぞれ全国準優勝。
- 全国中学・高校ディベート選手権の中学、高校それぞれの部（2012年）
  - 2021年に中学が優勝を飾った。
  - 2023年中高同時優勝
- 第7回全国高校生金融経済クイズ選手権（2013年）
- 日本数学検定協会主催の第6回数学甲子園（2013年）
- Z会主催学力コンテスト「超難問コロシアム[Z1]」（2014年）[7]
- 小説すばる新人賞
  - 2016年に、青羽悠が史上最年少で受賞した。

## 兄弟校
- 芝中学校・高等学校（東京都港区） - 兄弟校として転校生を相互に受け入れている。

## 系列校
- 東海学園大学
- 東海学園高等学校

## アクセス
- 名古屋市営地下鉄桜通線 車道駅下車、徒歩で約10分。
- JR中央本線・名古屋市営地下鉄東山線 千種駅下車、徒歩で約15分。
- 名鉄瀬戸線 森下駅下車、徒歩で約13分。
- 基幹バス「徳川園新出来」停留所下車、徒歩で約4分、「山口町」停留所下車、徒歩で約7分。
- 名古屋市営バス「東区役所」停留所下車、徒歩で約5分。

## その他

### 服装と備品
制服は冬服が黒の詰襟学黒ズボン、夏服は2022年（令和4年）度から変更されて従来の霜降ズボンに白地のポロシャツという形に変更された。（高校の夏のシャツは白地のカッターシャツまたはポロシャツ）。中学は制帽（夏は白の覆いをかぶせる）がある。
2021年（令和3年）度以前の夏服はグレーの開襟シャツ（通称「作業服」）に霜降ズボンが使われていた。
学年によって靴ひもなど備品の色が違う。この色は「青・黄・緑」の順に3年周期で決められている。2024年（令和6年）度は3年生が黄、2年生が緑、1年生が青を表す（ただし体操服等の色は黄の代わりに赤（臙脂色）が使われる）。
中学ではベージュの肩掛け鞄と黒色の補助鞄が指定されていたが、2021年（令和3年）度中学入学生より、肩掛け鞄に代わって黒色の指定リュック（校章入り）となった。考査および式典の日は補助鞄のみでの登校が認められる。制帽の着用は任意。2025年度（令和7年度）より、それまで持ち込み禁止となっていた携帯電話などの電子機器の登下校中の使用及び校内への持ち込みが許可された。
高校では靴・鞄は自由（ただし、クロックス、サンダル、下駄、草鞋は禁止）。中学では禁止されている携帯電話などの電子機器の校内での使用が許可されている。

### 文理コース・習熟度別クラス編成・卒業式
高校2年生から全ての生徒が理系A群（理A）、文系A群（文A）、理系B群（理B）、文系B群（文B）に分けられ、成績上位者がA群に入れられる。
2023年（令和5年）度は、2年生のA～E組が理B、F組が文B、G組が文A、H～J組が理A、3年生のA～C組が理A、D組が文A、E組が文B、F～J組までが理Bである。B群ではクラス人数がA群より少なく抑えられ、本人の希望に基づく英語グレード制授業（上級・中級・初級）が行われている。
高校3年生2学期末の時点で単位不認定の科目がある場合、1月に追試が行われる。この追試で単位を取得できないと、大講堂での卒業証書授与式に出席できない。なお、卒業式後に実施される追試に合格した生徒のためにも小規模の卒業式がある。